# Syzygium myrsinifolium
Syzygium myrsinifolium là một loài thực vật có hoa trong Họ Đào kim nương. Loài này được (Hance) Merr. & L.M.Perry miêu tả khoa học đầu tiên năm 1938.